# トワイライトゾーン (ゲーム)
『トワイライトゾーン』は、グレイトが1987年に発売したアダルトアドベンチャーゲームおよびそのシリーズ作品（シリーズ作品はいずれもPRG）である。
本シリーズは屋敷内を舞台とする探索型ゲームとなっている。第1作はアドベンチャーゲームであるが、第2作からは3D-RPGとなっている。第2作以降、登場する敵は全て女の子、戦闘はSEX対決となっており、敵を先にイカすことができれば勝ち、イカされると負けという点が特徴的である。

## シリーズ作品

### トワイライトゾーン
シリーズ第1作である。シリーズ中、本作のみアドベンチャーゲームとなっている。登場人物10人のうち、特定2人に出会うとゲームオーバーとなってしまう。残りの8人とエッチをすることができれば、屋敷から脱出することができる。
あらすじ
主人公は、知らない屋敷のベッドで寝ていたことに気づく。屋敷から脱出するため、屋敷内で情報収集を開始する。

### トワイライトゾーン2 -ナギサの館-
シリーズ第2作である。前述の通り、本作以降はRPGとなっており、RPGパートの基本スタイルはすでに本作で確立されている。
あらすじ
デートの待ち合わせをしていた主人公。しかし相手の陽子はなかなか現れず、代わりに老婆が現れる。老婆の手引きで、主人公は洋館に入り、陽子を探す。
ゲームシステム
敵はいずれも女の子となっており、戦闘はSEX対決、先にイったほうが負けというシステムとなっている。ゲームシステム上は、「精力」が0以下になるとイった扱いとなる。その他、主人公の能力パラメータは以下の通りである。
精力
イクまでの許容量を表す。敵を各種体位あるいは武器で責めることで敵の「精力」が減少し、0以下になると敵が「イった」扱いとなり、倒すことができる。敵からサオを締め付けられるとこの数値が減少し、0以下になると「イった」扱いとなってゲームオーバーとなる。
勃起力
敵に与える精力ダメージ量、つまり攻撃力を示す。エロ本等を購入することでこの数値を上げることが可能である。
持久力
敵からの精力ダメージ量を抑える力、つまり防御力を示す。コンドーム等を購入することでこの数値を上げることが可能である。
体験値
敵を倒すと上昇する、いわゆる経験値である。
LEVEL
体験値の上昇によって段階的に上昇する。LEVEL1では使用できる性交体位は「正常位」のみであるが、LEVELを上げることで「座位」「側位」「騎乗位」など、使用可能な性交体位のバリエーションが増える。より高度な体位を用いることで敵に1撃で与えるダメージを上昇させることが可能である。但し、「正常位」以外の体位で攻撃した場合、その1撃で敵を倒せなかった場合は、体位の高度さに応じて自身もダメージを受けることとなる。
武器
敵を攻撃する際、性交で攻撃する以外に、キュウリ等の武器を使用して攻撃することも可能となっている。消費型アイテムとなっており、一定回数以上使用すると折れて使えなくなってしまう。
マタタビ
本作における通貨であり、館内のショップ（ショップ店員はいずれもネコ耳）で各種アイテムと交換することが可能である。また、1Fにおいてマタタビと交換で休息（ショップ店員似のキャラクターによる添い寝、精力が回復）することも可能である。

### トワイライトゾーン3 〜長くて甘い夜〜
シリーズ第3作である。前作同様のRPGとなっているが、オートマッピングの採用などシステム面の改良も見られる。
本作の「館」の各階は過去や未来に通じており、前作でも登場した「陽子」が過去（幼稚園児、小学生、中学生）や未来（会社員、老婆）の姿で登場する。各階の「陽子」が認める男となることができればクリア、館からの脱出となる。例えば、2Fの陽子は幼稚園児として登場するが、お医者さんごっこをすることで「一緒にいて楽しい男」と認められれば2Fをクリア、といったシナリオ構成となっている。
あらすじ
前作ヒロインでおなじみの「陽子」に浮気がばれてしまう。そしてまた「ナギサ」によって主人公は洋館に閉じ込められてしまう。洋館から脱出するためには、各階にいる過去や未来の「陽子」に認められる必要がある。果たして主人公は館から脱出できるのだろうか？

### トワイライトゾーン Vol.4 特別編
シリーズ第4作である。これまでとはシステムを全く変え、一般的な2DフィールドタイプのコンピュータRPGとなった。地球人男性4人と女性のみの宇宙人との戦いが主題となっているが、宇宙人の弱点が精液、特技等が性にまつわる物などになっている。
あらすじ
19XX年の冬、異星人の宇宙船が地球に飛来し、侵略を始めた。その圧倒的な力に各国政府の主力軍隊はなすすべ無く壊滅、異星人に支配された。しかし、地球人は抵抗を続け、民間人がパルチザンを結成し局地戦で戦いを挑む。彼らパルチザンの戦いは劣勢を極めたと思われた。しかし、異星人達がすべて女性であり、そして男性の精液を浴びることで消滅するという弱点があると判明する。パルチザンは自分の物を武器に異星人に戦いを挑んでいく。そして異星人の侵略から1年経ったある日、パルチザンに志願した若者が戦いに向かっていった。